# 笈川村
笈川村（おいかわむら）は福島県河沼郡にあった村。現在の湯川村の東半にあたる。

## 地理
- 河川：溷川

## 歴史
- 1889年（明治22年）4月1日 - 町村制の施行により、笈川村、清水田村、桜町村、湊村、浜崎村の区域をもって発足。
- 1957年（昭和32年）3月31日 - 勝常村と合併して湯川村が発足。同日笈川村廃止。

## 交通

### 鉄道路線
- 日本国有鉄道
  - 磐越西線
    - 笈川駅

### 道路
- 国道121号（米沢街道）